# Seu del Col·legi de Notaris de Catalunya
La seu del Col·legi de Notaris de Catalunya és un conjunt arquitectònic situat als carrers del Notariat i Pintor Fortuny i Passatge d'Elisabets al barri del Raval de Barcelona, catalogat com a bé cultural d'interès local. Es tracta de dos edificis molt diferents, però que en l'actualitat estan ocupats per la mateixa institució.

## Història i descripció
La urbanització d'aquest sector va començar el 1874 amb l'enderrocament de l'antic Convent del Carme, ocupat per la Universitat de Barcelona. El 1876, els propietaris dels terrenys van demanar permís per a obrir un passatge paral·lel al carrer del Doctor Dou (futur carrer del Notariat), perllongat el 1879 fins al carrer d'Elisabets.
El 1877, el Col·legi de Notaris va adquirir una parcel·la procedent del Convent del Carme (de la que després es van segregar diverses parts), ampliada el 1879 amb una altra del de Santa Isabel, i tot seguit, van convocar un concurs, que fou guanyat per l'arquitecte Leandre Albareda, titulat el 1877. Tot i que el projecte original tenia planta baixa, pis principal i dos pisos més, per raons pressupostàries es van retallar aquests darrers, i a mitjans del 1880, Fèlix Maria Folguera, delegat del Col·legi, va demanar el permís d'obres. A finals del 1881, aquestes eren pràcticament acabades, i el 29 de juny del 1882 es va inaugurar solemnement la nova seu. El 1897, es van modificar les finestres de la planta baixa segons el projecte de l'arquitecte August Font i Carreras.
A finals del 1925, el Col·legi va encarregar a l'arquitecte Enric Sagnier la remunta d'una segona planta, i les obres (1926-1927), contractades al constructor Josep Barba, inclogueren a més la construcció d'un àtic per a habitatge del porter i arxiu administratiu, una escala noble entre el principal i el nou pis, a més de la instal·lació d'un ascensor de caoba i calefacció a totes les dependències. De planta baixa, entresol i dos pisos,  destaca pel seu caràcter monumentalista, i la façana, de composició simètrica, està centrada per un gran portal de mig punt que abasta també l'entresol els dos primers nivells i és emmarcat per dobles pilastres estriades. Al seu damunt hi ha la balconada amb balustres. Les obertures del pis principal estan coronades amb frontons i mènsules, així com la pròpia façana. El pis superior s'obre amb vidrieres d'arcades de mig punt.
L'edifici del núm. 2 fou projectat el 1876 pel mestre d'obres Joan Frexe i Vilardaga per a Vicenç Cuyàs, al mateix temps que el núm. 18 del carrer del Pintor Fortuny, propietat del fabricant tèxtil Felip Alomar, per la qual cosa la seva tipologia i composició són molt similars. Cap al 1915, als baixos s'hi va instal·lar el gimnàs de Manuel Solé, i el 1928, fou adquirit pel Col·legi de Notaris a Lluís Sedó i Guichard per 270.000 pessetes. La reforma fou encarregada al mateix Sagnier, que va convertir algunes de les obertures en finestres, substituint les baranes dels balcons de l'entresol per ampits i les del primer pis per balustrades, on va fer unes noves balconades. El soterrani, planta baixa i entresol foren condicionats per a acollir-hi l'arxiu.
Entre 1991 i 1994 es va fer una nova ampliació cap al Passatge d'Elisabets per a allotjar-hi l'arxiu, tot i que aquesta part queda fora de la protecció urbanística.

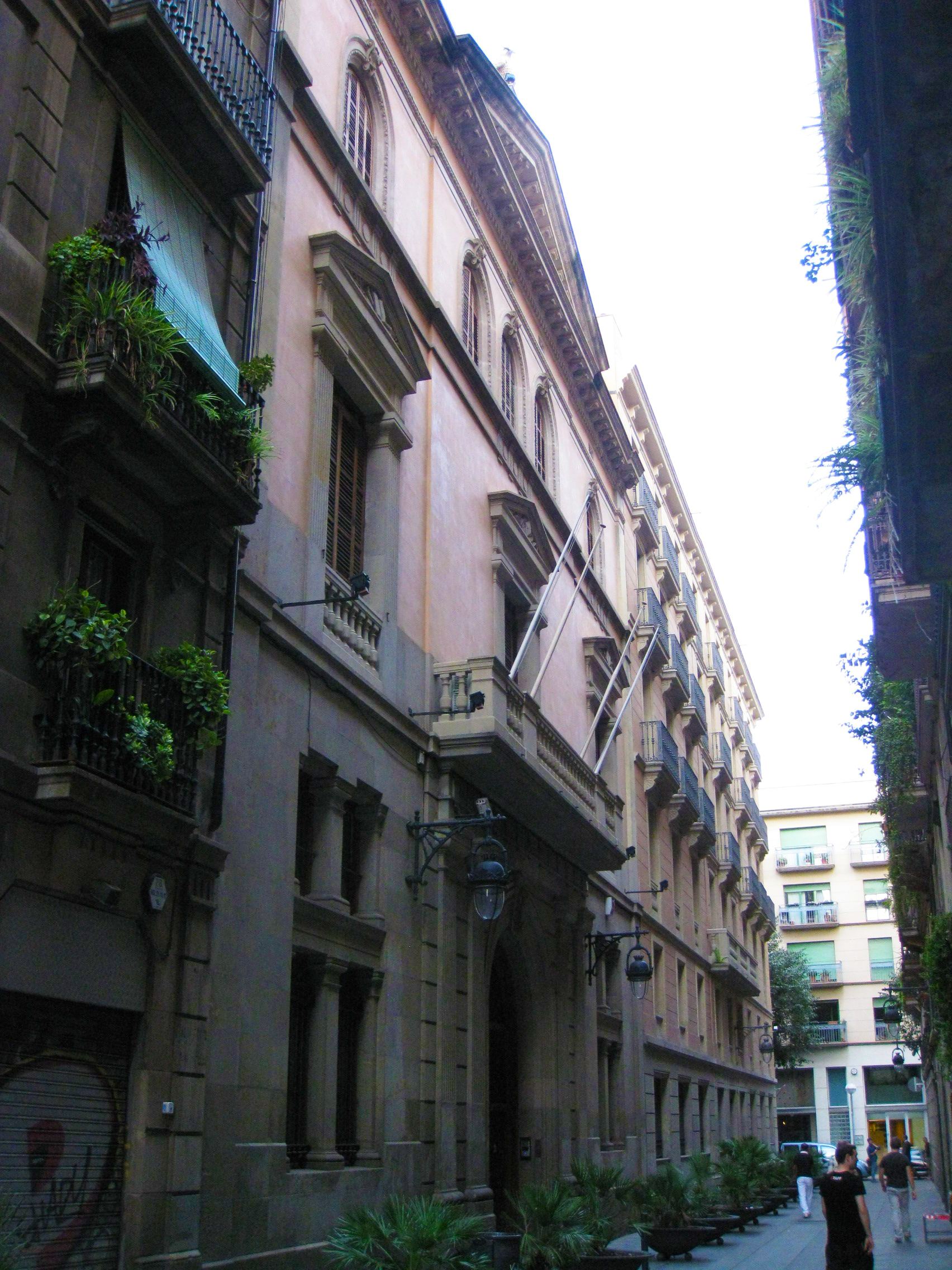
Façanes del carrer del Notariat

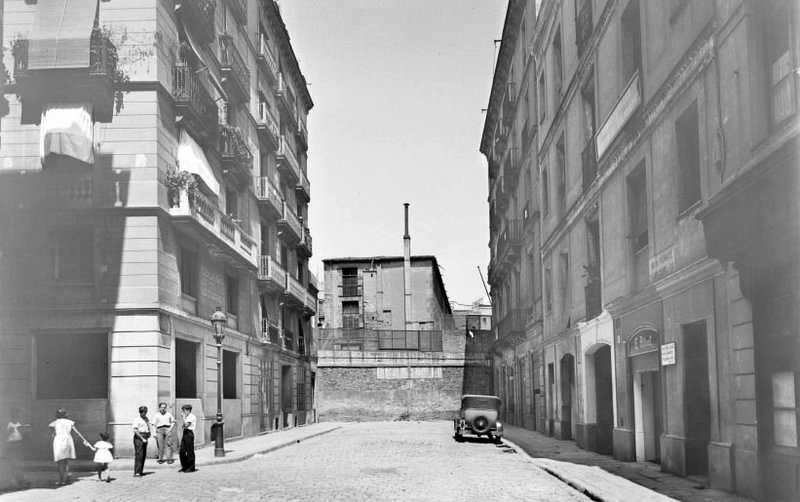
Carrer del Pintor Fortuny cap al 1930